# Georgiana Molloy
Pour les articles homonymes, voir Molloy (homonymie).
Georgiana Molloy, née Georgiana Kennedy le 23 mai 1805 dans le comté de Cumberland et décédée le 8 avril 1843 à Busselton est une des premières colons de l'Australie-Occidentale et l'une des premières botanistes australiennes.

## Biographie
Georgiana Kennedy est née à Cumberland le 23 mai 1805. Dans sa jeunesse, elle participe  au renouveau chrétien du prédicateur Edward Irving et s'éloigne de sa famille. Elle part vivre en Écosse près d'Helensburgh. Au début de 1829, elle accepte une demande en mariage du capitaine John Molloy et ils se marient le 6 août de la même année.
Peu de temps après, les Molloy rejoignent la colonie de Swan River en Australie occidentale à bord du Warrior. Le couple décide alors de se joindre à un certain nombre d'autres colons pour former une nouvelle sous-colonie à Augusta.
Les premières années, Georgiana Molloy éprouve de grandes difficultés, typiques des premiers colons d'Australie-Occidentale. Elle perd son premier enfant peu de temps après sa naissance et puis son fils se noie très jeune.
En décembre 1836, elle reçoit une lettre du capitaine James Mangles, lui demandant de collecter pour lui des spécimens botaniques. Cette lettre déclenche chez Georgiana une passion pour la botanique. Par la suite, avec des femmes indigènes, elle passe son temps libre à collecter, rassembler et documenter des spécimens botaniques du sud-ouest de l'Australie occidentale.
Contrairement aux spécimens envoyés par James Drummond, les herbiers de Molloy sont réalisés avec précision, et  ses graines sont soigneusement triées et numérotées. Mangles envoie celles-ci à des jardiniers dont Joseph Paxton et des botanistes dans toute l'Angleterre. À partir des graines de Georgiana Molloy, de nombreuses nouvelles espèces sont décrites. John Lindley, professeur de botanique à l'University College de Londres  décrit des dizaines de plantes, dont Corymbia calophylla.
En 1839, la famille Molloy s'installe dans le district de Busselton. Georgiana reçoit la visite des botanistes Ludwig Preiss en 1839 et James Drummond en 1842. Elle continue à collecter des graines. Georgiana Molloy a des problèmes de santé lors de ses grossesses. Après la naissance de son septième enfant, elle tombe malade et meurt le 8 avril 1843, trois mois après la naissance dans d'atroces souffrances.

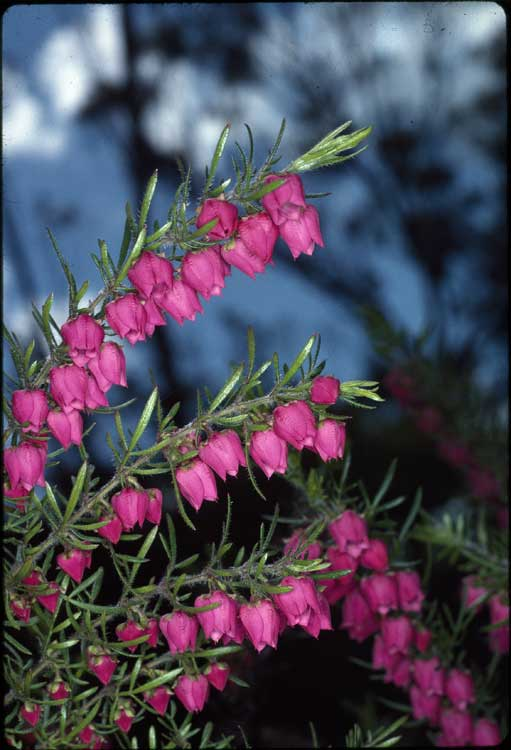
Boronia molloyae Hommage à G. Molloy

## Botanique
La base de données du Global Biodiversity Information Facility  contient 25 spécimens qu'elle a collectés. huit d'entre eux sont de types: Boronia ovata, Drosera menziesii, Diuris carinata, Diuris corymbosa, Caladenia gemmata, Caladenia unguiculata, Caladenia hirta, and Boronia dichotoma.
Molloy est reconnue pour ses contributions à la description de la flore de l'ouest de l'Australie. Ses spécimens sont conservés dans les herbiers  de l'Université de Cambridge, des Jardins botaniques royaux de Kew, du Jardin botanique et au musée botanique de Berlin-Dahlem et de l'Université de Montpellier.

## Postérité
L'arbuste Boronia molloyae a été nommé en hommage. L'île Molloy, nommée en son honneur, est située  à l'embouchure de la rivière Blackwood à Augusta. Une école Anglicane de Busselton porte son nom.
Trois biographies ont été publiées: Georgiana Molloy, Portrait with Background par Alexandra Hasluck ; An All Consuming Passion: Origins, Modernity and the Australian Life of Georgiana Molloy par William J. Lines et Georgiana Molloy, the mind that shines by Bernice Barry.